# Кауан Еліас
Кауан Еліас (порт. Kauã Elias, нар. 28 травня 2006, Уберландія) — бразильський футболіст, нападник донецького «Шахтаря».
Виступав також за «Флуміненсе» та юнацьку збірну Бразилії.
Володар Кубка Лібертадорес. Переможець Рекопи Південної Америки.

## Клубна кар'єра
Народився 28 травня 2006 року в місті Уберландія. Вихованець футбольної школи клубу «Флуміненсе». Дорослу футбольну кар'єру розпочав 2023 року в основній команді того ж клубу, за яку в усіх турнірах провів 47 матчів, забивши 8 голів і зробивши 2 результативні передачі.
У лютому 2025 року перейшов до донецького «Шахтаря». Трансферна сума склала 17 мільйонів євро з можливим збільшення на ще два мільйони у вигляді бонусів.

## Виступи за збірну
У 2023 році дебютував у складі юнацької збірної Бразилії (U-17), загалом на юнацькому рівні взяв участь у 12 іграх, відзначившись 9 забитими голами.

## Титули і досягнення

### Командні
«Флуміненсе»
- Володар Кубка Лібертадорес (1): 2023
- Переможець Рекопи Південної Америки (1): 2024

«Шахтар»
- Володар Кубка України (1): 2024/25

### Особисті
- Найкращий бомбардир Чемпіонату Південної Америки з футболу (U-17): 2023 (5 м'ячів)